# Imre Héra
Imre Héra est un joueur d'échecs hongrois né le 3 septembre 1986 à Budapest et grand maître international depuis 2007.
Au 1er janvier 2019, il est le onzième joueur hongrois avec un classement Elo de 2 601 points.

## Biographie et carrière
Héra obtint sa troisième norme de grand maître international en 2007 en terminant 8e-44e lors du championnat d'Europe d'échecs individuel de 2007 avec 7,5 points sur 11 possibles. Grâce à ce résultat, il se qualifiait pour la Coupe du monde d'échecs 2007 à Khanty-Mansiïsk où il fut éliminé au premier tour par Sergueï Roublevski. La même année, il remporta l'open d'Oberwart avec 7 points sur 9.
En 2008, il remporta le tournoi de Noël de Zurich. En 2009, il fut vainqueur de l'open du Liechtenstein à Triesen (ex æquo avec Sebastian Bogner), puis partagea la première place à Oberwart (troisième au départage) et remporta l'open de Buchen en Allemagne (ex æquo avec József Pintér). En 2010, il remporta le mémorial Cvitanovic à Split avec 7,5 points sur 9 devant Gyula Sax.
En 2011, Héra finit deuxième du championnat de Hongrie d'échecs. En mai 2015, il partagea la première place à l'open de Pâques de Bad Ragaz. En février-mars 2017, il finit 1er-3e du tournoi fermé Accentus Young Masters de Bad Ragaz.
Avec l'équipe de Hongrie, Imre Héra remporta la Coupe Mitropa en 2014, ainsi que la médaille d'or au troisième échiquier (6/9, + 4 −4 =1).